# Grazielle
Grazielle Pinheiro Nascimento, née le 28 mars 1981 à Brasilia, communément appelé Grazielle ou Grazi, est une footballeuse professionnelle brésilienne qui joue comme ailier droit pour les Corinthians. Elle fait partie de l'équipe nationale féminine de football du Brésil lors de deux tournois olympiques de football et de trois éditions de la Coupe du monde féminine.

## Biographie

### Carrière en club
En 1995, Grazielle déménage à São Paulo et, au cours des cinq années suivantes, joue pour les sections féminines des clubs locaux Saad Esporte Clube, São Paulo FC et Portuguesa. Elle est sans club professionnel de 2000 à 2003, date à laquelle elle a rejoint Botucatu.
Grazielle revient à Botucatu après avoir passé six mois en Espagne avec Levante en 2006. Elle joue par la suite pour Santa Isabel (MG), Barra FC (RJ) et SE Gama (DF) avant de rejoindre Santos en 2010. Elle rejoint l'América FC avant les Jeux olympiques de Londres en 2012. Le club souhaite qu'elle revienne après le tournoi, mais Grazielle conclut un contrat avec Portuguesa à la place.
Lors de la Copa do Brasil de Futebol Feminino 2015, Grazielle joue pour Abelhas Rainhas, qui est éliminé en huitièmes de finale par le futur vainqueur Kindermann (en). Elle signe pour Corinthians en 2016.

### Carrière internationale
Grazielle fait ses débuts pour le Brésil lors de la victoire 11-0 contre le Mexique lors de la Coupe américaine féminine de 1998. En février 1999, Grazielle, alors âgée de 17 ans, remplace Roseli de Belo, blessée, en tant que représentante du Brésil dans une équipe de stars mondiales de la FIFA pour jouer un match amical contre les États-Unis à San José. Elle fait partie de la formation brésilienne qui a atteint les demi-finales de la Coupe du monde féminine de 1999.
Après s'être éloignée, Grazielle est rappelée avant les Jeux olympiques d'Athènes en 2004. Elle se convertie avec succès d'attaquante en arrière droite offensive et aide le Brésil à remporter la médaille d'argent.